# 阿尔库俄尼得斯
阿尔库俄尼得斯（希臘語：Αλκυονιδες）是希腊神话中的七个宁芙仙女。她们是巨人阿尔库俄纽斯（Alkyoneus）的七个女儿。在巨人之战中她们的父亲被赫拉克勒斯杀死，因此七姐妹悲痛欲绝，集体投入海中，后来被怜悯她们的海王之后安菲特里忒化为翠鸟。
她们的名字出现在古希腊辞书家苏达斯（Suidas）所作的文献资料《阿尔库俄尼得斯》（Alkyonides）中，名字如下：
- 福斯托尼亚（Φωσθονια，意指“光亮”）
- 安忒（意指“开花”）
- 墨托涅（Μεθωνη，意指“美酒”）
- 帕勒涅（Παλληνη，意指“挥舞”）
- 阿尔喀帕（Αλκιππα，意指“骏马”）
- 德里摩（Δριμω，意指“尖锐”）
- 阿斯忒里亚（Αστεριη，意指“星彩”）